# Johanna Hey

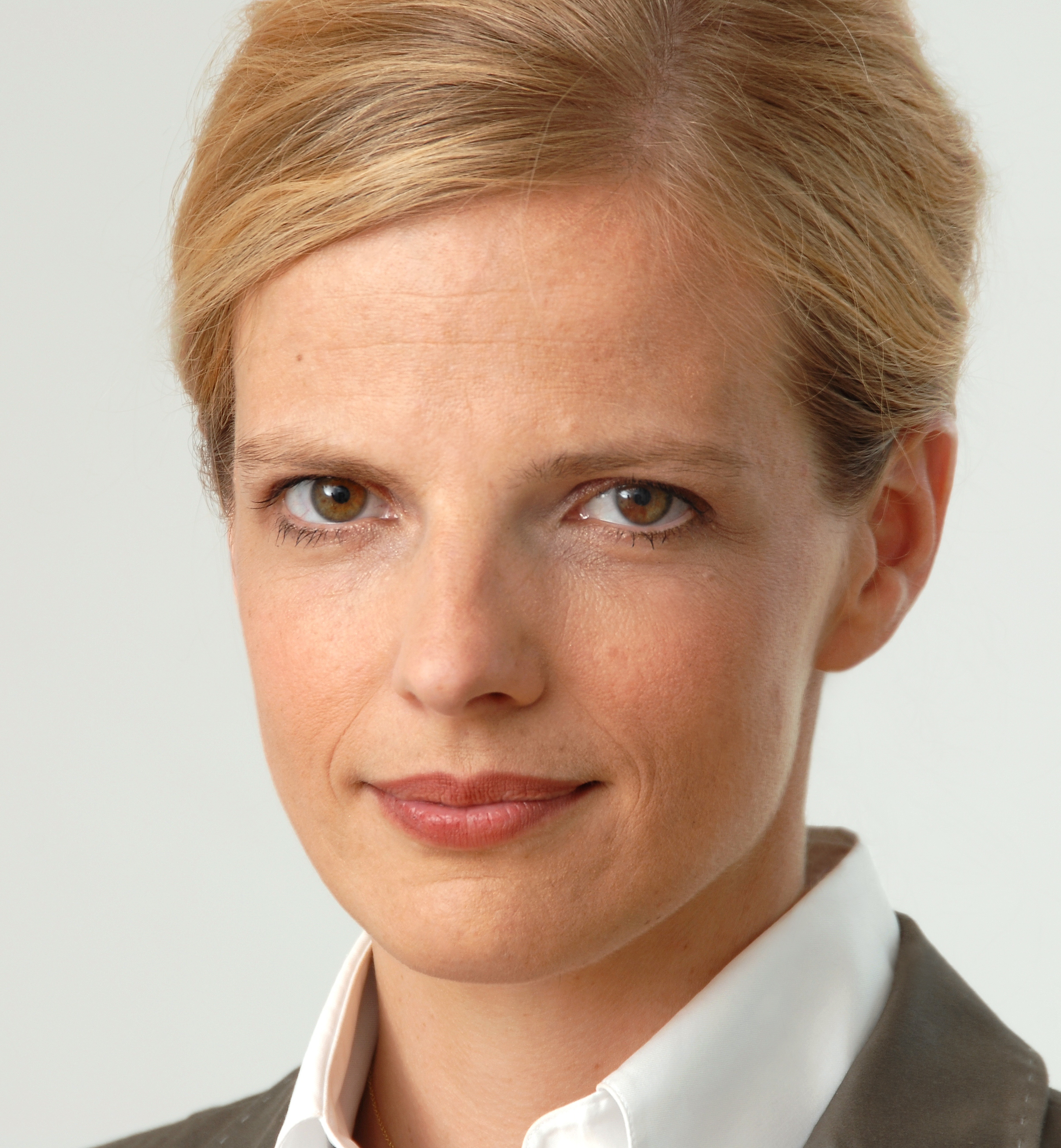
Johanna Hey, 2009

Johanna Hey (* 14. August 1970 in Hamburg) ist eine deutsche Rechtswissenschaftlerin und Hochschullehrerin an der Universität zu Köln.

## Ausbildung
Hey studierte von 1990 bis 1994 Rechtswissenschaft und Humanmedizin (zwei Semester) an der Universität Würzburg. Von 1991 bis 1994 war sie Stipendiatin der Studienstiftung des deutschen Volkes. 1994 absolvierte sie ihr Erstes Juristisches Staatsexamen in Würzburg, gefolgt von einem Forschungsaufenthalt an der University of California in Berkeley. Nach dem Referendariat im Oberlandesgerichtsbezirk Köln legte sie 1997 ihr Zweites Juristisches Staatsexamen ab und wurde wissenschaftliche Mitarbeiterin bei Rainer Hofmann am Lehrstuhl für Staats- und Verwaltungsrecht der Universität Würzburg. An der Universität zu Köln wurde sie 1996 mit der Dissertation »Harmonisierung der Unternehmensbesteuerung in Europa« promoviert. Ihr Zweites Juristisches Staatsexamen bestand sie 1997 in Köln. Von 1998 bis 1999 hatte sie das Lise-Meitner-Stipendium des Landes Nordrhein-Westfalen zur Anfertigung der Habilitationsschrift inne. Von 2000 bis 2002 war sie wissenschaftliche Assistentin bei Joachim Lang am Institut für Steuerrecht der Universität zu Köln. Ihre Habilitation »Steuerplanungssicherheit als Rechtsproblem« erfolgte 2001 an der Universität zu Köln. Sie erhielt in diesem Zuge die Venia Legendi für Steuerrecht und Öffentliches Recht.

## Wirken
Von 2000 bis 2002 arbeitete Hey als Wissenschaftliche Assistentin ihres Doktorvaters Prof. Lang am Kölner Institut für Steuerrecht. Unter seiner Anleitung wurde sie für die politische Bedeutung und Gerechtigkeitsfragen des Steuerrechts begeistert. Hey wurde 2002 auf den C4-Lehrstuhl für Unternehmenssteuerrecht an der Heinrich-Heine-Universität Düsseldorf berufen. Im Sommer 2004 wurde Hey in die 70-köpfige Steuerreform-Kommission der überparteilichen Stiftung Marktwirtschaft berufen. Diese Stiftung ist ein wirtschaftsnaher Zusammenschluss von Wissenschaftlern. In der Kommission war sie als einzige Frau und jüngstes Mitglied tätig und leitete die zentrale Arbeitsgruppe „Integration“. Die Stiftung arbeitete an einem Reformmodell der Unternehmensbesteuerung für die Bundesregierung. Ziel war es, die Unternehmenssteuern angesichts einer globalisierten Wirtschaft mit offenen Finanzmärkten zu senken, um die Wettbewerbsfähigkeit der Unternehmen zu erhalten. Seit 2006 ist sie Direktorin des Instituts für Steuerrecht an der Universität zu Köln, an der Hey in der Tradition der sog. Kölner Schule forschte und lehrte, die eine Besteuerung nach Leistungsfähigkeit vorsieht. Im Jahr 2006 wurde sie Mitglied im 29-köpfigen wissenschaftlichen Beirat beim Bundesministerium der Finanzen. Dieser Beirat erstellt Gutachten zu aktuellen Themen im Bereich Finanzen. Im Jahr 2015 war sie Gastprofessorin an der New York University, School of Law, von 2007 und 2018 war sie dort außerdem Senior Emile Noël Fellow.
Ihre Arbeitsschwerpunkte liegen in den verfassungs- und europarechtlichen Grundlagen des Steuerrechts sowie im Einkommens- und Unternehmensrecht. Sie setzt sich für eine Harmonisierung der Unternehmensbesteuerung in der EU ein. In ihren Veröffentlichungen wendet sie sich vehement gegen Verlustverrechnungsverbote, also gegen die steuerliche Nichtberücksichtigung unternehmerischer Realverluste. Hey zählt zu den bekanntesten Steuerrechtlern der BRD und ist für ihre argumentative Stärke bekannt.

### Auszeichnungen (Auswahl)
- 2016: Hans-Kelsen-Preis der Universität zu Köln für herausragende wissenschaftliche Leistungen in den Rechts- und Wirtschaftswissenschaften in den letzten fünf Jahren.[5]
- 2002: Gerhard-Thoma-Ehrenpreis des Fachinstituts der Steuerberater sowie Auszeichnung durch die Esche Schümann Commichau Stiftung für ihre Habilitation
- 1997: Albert-Hensel-Preis der Deutschen Steuerjuristischen Gesellschaft für ihre Dissertation

### Herausgeberschaften (Auswahl)
- Seit 2020 Mitherausgeberin von Internationales Steuerrecht (Zeitschrift), Verlag C.H. Beck, München
- 2018 100 Jahre Steuerrechtsprechung in Deutschland 1918–2018, Festschrift für den Bundesfinanzhof, Verlag Dr. Otto Schmidt, Köln[6]
- Seit 2015 Geschäftsführende Herausgeberin von Steuer und Wirtschaft (Zeitschrift), Verlag Dr. Otto Schmidt, Köln
- Seit 2014 Mitherausgeberin von Der Betrieb (Zeitschrift), Handelsblatt Fachmedien, Düsseldorf
- 2013–2020 Mitherausgeberin von Steuer und Studium (Zeitschrift), NWB Verlag, Herne
- Seit 2008 Gesamtverantwortliche Herausgeberin des Herrmann/Heuer/Raupach, Kommentar zum Einkommen- und Körperschaftsteuergesetz, Loseblattwerk, Verlag Dr. Otto Schmidt, Köln[7]

### Mitgliedschaften und Ämter (Auswahl)
- Seit 2023 Vorsitzende der Deutschen Steuerjuristischen Gesellschaft (2020–2023 Stellv. Vorsitzende)
- Seit 2020 Vertreterin der European Association of Tax Law Professors (EATLP) in der Platform for Tax Good Governance der EU-Kommission
- Seit 2020 Mitglied im Permanent Scientific Committee der International Fiscal Association
- Seit 2020 Mitglied der Nordrhein-Westfälischen Akademie der Wissenschaften und der Künste
- Seit 2006 Mitglied im Wissenschaftlichen Beirat des Bundesministeriums der Finanzen
- 2021–2023 Prorektorin für Internationales der Universität zu Köln[8]
- 2010–2021 Wissenschaftliche Direktorin des Instituts Finanzen und Steuern
- 2011–2016 Vorsitzende des Wissenschaftlichen Beirats der Deutschen Steuerjuristischen Gesellschaft
- 2004–2012 Präsidiumsmitglied und 1. Vizepräsidentin des Deutschen Hochschulverbandes